# Mitromorpha iridescens
Mitromorpha iridescens é uma espécie de gastrópode do gênero Mitromorpha, pertencente a família Mitromorphidae.